# Fanchang
Fanchang är ett härad som ligger i Wuhu, en stad på prefekturnivå i provinsen Anhui i östra Kina. 
Fanchang är indelat i sex köpingar.
Köpingar (zhen):

- Digang (荻港镇)
- Eshan (峨山镇)
- Fanyang (繁阳镇)
- Pingpu (平铺镇)
- Suncun (孙村镇)
- Xingang (新港镇)